# Gaby Schuster (Spielermanagerin)
Gaby Schuster (* 1953) ist die ehemalige Ehefrau des Fußballspielers und -trainers Bernd Schuster. Sie wurde bekannt als erste Spielerfrau, die ihren Mann managte.

## Ehe und berufliche Aktivitäten
Gaby und Bernd Schuster heirateten 1979; Schuster war 1978 aus seiner Heimatstadt Augsburg nach Köln gekommen, um als Profi-Fußballer für den 1. FC Köln zu spielen. Dort lernte er auch seine künftige Frau kennen. Aus der Ehe, die 31 Jahre lang hielt, gingen vier Kinder hervor.
Gaby Schuster, eine gelernte Kosmetikerin, profilierte sich alsbald als Managerin ihres Mannes: „Wer kennt sie nicht, die Frau, die die Männerwelt Fußball revolutionierte?“ Sie war „die erste Fußballerfrau, die die Geschäfte ihres Mannes in die Hand nahm und leistete damit Pionierarbeit“. Sie arrangierte 1980 den Wechsel ihres Mannes vom 1. FC Köln zum FC Barcelona und handelte in den folgenden Jahren lukrative Millionenverträge mit Atlético Madrid, Real Madrid sowie Bayer Leverkusen aus. Es wird kolportiert, dass der Präsident des 1. FC Köln, Peter Weiand, bei Verhandlungen mit dem Ehepaar Schuster eine unpassende Bemerkung in Richtung Gaby Schuster gemacht habe, woraufhin die Schusters den Raum verließen. Der Fußballer wechselte kurz darauf nach Spanien.
1983 machte das Ehepaar Schuster Schlagzeilen, als Bernd Schuster vor einem Länderspiel gegen Albanien aus dem Trainingslager abreiste, da seine Frau kurz vor der Niederkunft ihres dritten Kindes stand. Bei der Fußball-Europameisterschaft 1980 in Italien bestand Schuster darauf, dass seine Frau Gaby – als einzige Spielerfrau – im Mannschaftshotel in Rom wohnen durfte. Nach einem Länderspiel zog er es vor, mit seiner Frau essen zu gehen, anstatt mit der Mannschaft zu feiern. „Diese Gewichtung der Dinge erregte sehr das Missfallen der DFB-Oberen und führte allen Ernstes zu einer öffentlichen Diskussion, ob Schuster überhaupt würdig sei, den Adler auf der Brust zu tragen.“
1986 verlangte Gaby Schuster vom Deutschen Fußball-Bund eine Million Mark, damit Bernd Schuster bei der Fußball-Weltmeisterschaft in Mexiko für Deutschland antrete, eine bis dahin einmalige Forderung. DFB-Chef Hermann Neuberger machte Geldgeber ausfindig, die bereit waren, insgesamt 300.000 Mark zu zahlen. Doch Gaby Schuster sei das zu wenig gewesen, weshalb Bernd Schuster schließlich nie bei einer Weltmeisterschaft spielte. Laut einer anderen Version wollte Schuster, der sich mit Bundestrainer Jupp Derwall überworfen hatte, ohnehin nicht mehr für die Nationalelf spielen, seine Frau habe lediglich „durchblicken“ lassen, dass ihn ein Antrittsgeld in dieser Höhe umstimmen könnte.
Auch mokierte man sich während Schusters Leverkusener Zeit in der Presse über Gaby Schusters Forderung nach einer Bewachung des Hauses der Familie. Nachweislich hatte es mehrere Versuche gegeben, den Spieler selbst oder Mitglieder seiner Familie zu entführen. 1981 war sein damaliger Mannschaftskollege beim FC Barcelona, Quini, für 24 Tage entführt worden.
2001 übernahm Bernd Schuster den Trainerposten beim spanischen Zweitligaaufsteiger Deportivo Xerez und war in den folgenden Jahren bei verschiedenen ausländischen Mannschaften tätig, vor allem in Spanien. Seine Frau und die Kinder blieben in Deutschland und wohnten auf einem Gestüt in Kürten im Bergischen Land. 2011 wurde die Ehe geschieden.

## Wahrnehmung in der Fußballwelt
Für Reiner Calmund, den Clubmanager von Bayer Leverkusen, war es 1994 eine Premiere, mit einer Frau am Verhandlungstisch zu sitzen. Zunächst habe „man die Nase gerümpft“, weil eine Frau in die Männerdomäne „einmarschiert“ sei. Das sei „völlig ungewöhnlich“, ja „revolutionär“ gewesen. Calmund charakterisierte sie so: „Ich hatte noch nie einen so harten Verhandlungspartner wie Frau Schuster. Ihre Verhandlungsmethoden waren professionell. […] Sie war knallhart.“ Anerkennend meinte er: „Wenn man sieht, wie sie es gemacht hat […], da kann man sagen, à la bonne heure.“ Auch habe sie sich mit „kleinen Eitelkeiten nicht abgegeben“.
Der Fußballtrainer Udo Lattek schrieb 2001 in der Welt: „Allerdings sind nicht alle [Spielerfrauen] so clever wie Gaby Schuster, die nie in Öffentlichkeit und Scheinwerferlicht drängte, sondern sich mit knallharten Forderungen um die Vermehrung des Wohlstands der Familie Schuster kümmerte.“ Christoph Biermann resümierte 2013: „Für Bernd Schuster war die Ehe mit der sieben Jahre älteren Gaby das Beste, was dem notorisch phlegmatischen Augsburger passieren konnte.“ Das „gelernte Fotomodell“ habe sich als überaus geschäftstüchtig erwiesen und den Ruhm des Europameisters in „Mehrfamilienhäuser und zinsträchtige Festgeldkonten umgewandelt“.
Angela Häßler, die ebenso wie Gaby Schuster die wirtschaftlichen Interessen ihres Mannes Thomas Häßler vertrat, äußerte sich im Jahre 2000 im Tagesspiegel über sie: „[…] sie wurde unglaublich diffamiert. Am Ende soll sie sogar schuld gewesen sein, dass Bernd nicht mehr in der Nationalmannschaft gespielt hat. Als ob wir unsere Männer in sportlichen Fragen beeinflussen könnten!“ Dass Gaby Schuster 1980 im Playboy Nacktfotos von sich habe veröffentlichen lassen, sei ihr lange vorgehalten und ihr Leben vor ihrer Ehe mit Bernd Schuster breitgetreten worden: „Niemand hätte sich für das Vorleben eines ähnlich erfolgreichen, männlichen Spielerberaters interessiert. Die Leichen, die da mancher im Keller hat, kommen nicht an die Öffentlichkeit.“
Der Ehemann von Gaby Schuster wurde wegen des geschäftlichen Agierens seiner Frau in der Öffentlichkeit als „Pantoffelheld“ bezeichnet, und in den Medien wurde verbreitet, dass in dieser Ehe die Frau die „Hosen anhabe“. Sie dominiere ihren Ehemann, der lediglich ihr „Sprachrohr“ und von ihr „ferngesteuert“ sei.
1988 äußerte sich Bernd Schuster gegenüber der spanischen Zeitung El País. Seine Frau kümmere sich um das Finanzielle, wozu ihm das Talent fehle und was ihm die Gelegenheit gebe, sich auf den Fußball zu konzentrieren. In einem Interview mit dem Tagesspiegel sagte er einige Jahre später: „Was meine Frau betrifft, so sind wir wohl eine Art Vorreiter gewesen. Heute bleiben andere Spieler auch zu Hause, wenn die Frau ein Kind bekommt. Ich habe damals böse bezahlen müssen […].“ In einem weiteren Interview mit dem Fußballmagazin 11 Freunde verteidigte er 2011 seine frühere Ehefrau: „Ich empfand es aber als sehr ungerecht, wie meine Frau dargestellt wurde.“ Die Clubvorstände hätten es genossen, mit einer Frau zu verhandeln, um sich anschließend darüber zu beklagen, diese hätte sie „über den Tisch gezogen“. Gaby Schuster habe unter diesem Ruf gelitten. Sie sei nur „bei den Verhandlungen aufgetaucht und anschließend wieder verschwunden“, bei Spielen aber nicht vor Ort gewesen.
Im Rahmen ihrer Untersuchung zur Rolle der Spielerfrauen aus dem Jahre 2006 befragte die Wissenschaftlerin Christine Eisenbeis Medienvertreter. Viele von ihnen waren sich einig, dass „die Frauen“ Gaby Schuster, Angela Häßler, Bianca Illgner und Martina Effenberg wichtig gewesen seien für die Entwicklung des professionellen Managements im Fußball. Gaby Schuster sei dabei ein Vorbild für die jüngeren Frauen gewesen.